# إديث هالدمان
إديث هالدمان (بالإنجليزية: Edith Haldeman)‏ هي ممثلة أمريكية، ولدت في 17 أبريل 1905 في نيويورك في الولايات المتحدة، وتوفي بنفس المكان في 1984.

## وصلات خارجية
- إديث هالدمان على موقع IMDb (الإنجليزية)
- إديث هالدمان على موقع قاعدة بيانات الفيلم (الإنجليزية)